# ISO 3166-2:IO
ISO 3166-2:IO es la entrada para el Territorio Británico del Océano Índico en ISO 3166-2, parte de los códigos de normalización ISO 3166 publicados por la Organización Internacional de Normalización (ISO), que define los códigos para los nombres de las principales subdivisiones (p.ej., provincias o estados) de todos los países codificados en ISO 3166-1.
En la actualidad, en la entrada para el Territorio Británico del Océano Índico no hay códigos definidos en la ISO 3166-2, dado que carece de subdivisiones definidas.
El Territorio Británico del Océano Índico tiene oficialmente asignado el código IO para la ISO 3166-1 alfa-2. Diego García, su isla más extensa, cuenta con la reserva excepcional del código DG en la ISO 3166-1 alfa-2 solicitado por la Unión Internacional de Telecomunicaciones.